# Stipe Pletikosa
Stipe Pletikosa, hrvaški nogometaš, * 8. januar 1979, Split, SR Hrvaška, SFR Jugoslavija. 
Velja za enega najboljših hrvaških nogometašev, ki je igral kot vratar. Pletikosa je svojo poklicno kariero začel pri splitskem Hajduku na Hrvaškem, nato pa je prestopil v ukrajinski Šahtar iz Donecka, nato pa se leta 2007 pridružil moskovskemu Spartaku. Potem, ko je eno sezono preživel s Tottenhamom Hotspurjem v angleški premier ligi, se je leta 2011 z Rostovom vrnil v Rusijo, nato pa odšel v Deportivo de La Coruña iz La Lige leta 2015, kjer se je upokojil.
Pletikosa je prvič nastopil na Hrvaškem leta 1999, nato pa je državo zastopal na petih večjih turnirjih. Po Dariju Srni in Luki Modriću je tretji najbolj omejeni igralec v zgodovini hrvaške reprezentance, saj je zbral 114 nastopov. Pletikosa se je po svetovnem prvenstvu v nogometu 2014 upokojil iz mednarodnega nogometa.